# بورکوو
بورکوو (به آلمانی: Borkow) یک شهر در آلمان است که در لودویگسلوست-پارشیم واقع شده‌است. بورکوو ۵۳۶ نفر جمعیت دارد.